# バックフォーカス

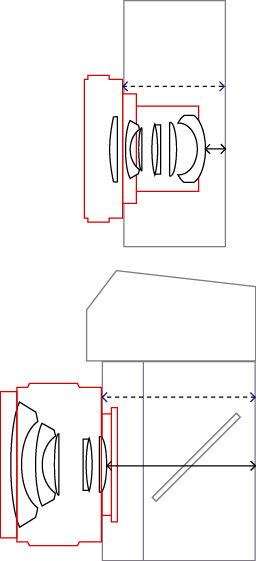
フランジバック（破線）とバックフォーカス（実線）

バックフォーカス (Backfocus) とは、レンズ最後端から焦点までの距離である。フランジバックと混同しやすい。
一般的に一眼レフカメラでは円弧状に往復運動するミラーがレンズ直後に存在するので、そこに衝突しないような最低限のバックフォーカスを要求される。
一眼レフカメラ開発初期には、広角系レンズのバックフォーカスを長くする設計手法が確立されていなかったため、ミラーを上昇位置に固定（ミラーアップ）して利用することも多かった。逆望遠型の設計が一般化することで一眼レフカメラ用広角レンズも十分なバックフォーカスを確保できるようになり、ミラーを固定せずに使えるようになったのである。
ミラーボックスを持たないレンジファインダーカメラなどではこの制約が小さく、レンズ設計の自由度といった観点からは一眼レフカメラよりも有利である。
右図の上がレンジファインダーカメラ、下が一眼レフカメラの図で、どちらも広角レンズがついている。破線の矢印がフランジバック、実線の矢印がバックフォーカスで、レンジファインダーカメラは一眼レフカメラのミラーボックスがある部分にレンズの光学系を置くことができるため、フランジバックよりずっとバックフォーカスが短いレンズも設計できることが分かる。一方一眼レフカメラの広角レンズのバックフォーカスは、ミラーを避けるためほとんどフランジバックと同じ長さである。
ニコンプロネア用のレンズであるIXニッコールレンズは、APSのイメージサークルが小さいことを活かし、フランジバックは通常のニコンFマウントと同一ながら、バックフォーカスを短くすることによって小型軽量なレンズを実現している。ただし、バックフォーカスが短いため、他のニコンFマウントのカメラには装着できない。
また、キヤノンEF-Sレンズも、イメージサークルの小さいAPS-Cサイズのデジタル一眼レフカメラで使うことを前提とし、キヤノンEFレンズマウントのままバックフォーカスを短くすることにより、小型軽量なレンズとしている。

## 注
1. ↑  バックフォーカスは純粋に光学的意味の用語であり、一方、フランジバックは光学とは無関係なレンズ交換式のカメラシステムにおけるカメラボディ（と写真レンズ）の機械的関係を示す用語である。